# Mario Hermoso
Mario Hermoso Canseco (Madrid, 18 de junho de 1995) é um futebolista espanhol que atua como zagueiro. Atualmente joga pelo Bayer Leverkusen, emprestado pela Roma.

## Carreira
Hermoso começou a carreira nas categorias de base do Real Madrid onde atuou pelo Castilla, mas não chegou a jogar pela equipe principal.

## Títulos
Atlético de Madrid
- Campeonato Espanhol: 2020–21